# Ulrich Putsch

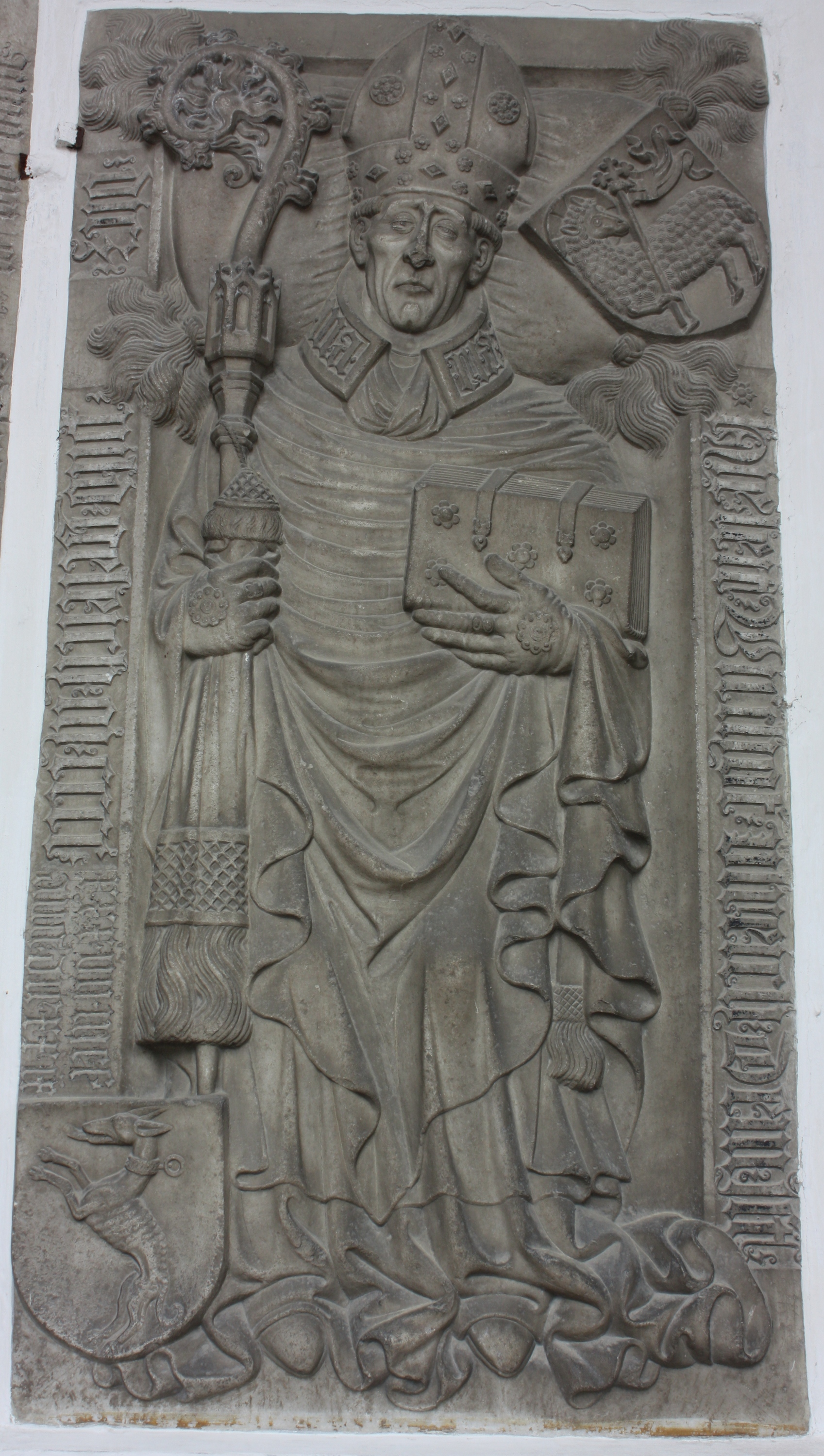
Grabplatte am Brixner Dom, Vorhalle

Ulrich Putsch († 28. August 1437) war als Ulrich II. Bischof von Brixen.

## Herkunft und Familie
Ulrich Putsch stammte aus einer bürgerlichen Familie aus Donauwörth, sein Vater Jacob Putsch absolvierte theologische und juristische Studien in Italien, sein Bruder Heinrich Putsch († vor dem 13. Juni 1428) war als Heinrich V. von 1413 bis 1428 Abt des Stiftes Wilten. Sein gleichnamiger Neffe Ulrich Putsch († 28. August 1521 in Feldkirch) gehörte zu den Räten der Kaiser Friedrich III., Maximilian I. und Karl V. und war der Schwiegervater von Johannes Cuspinian.

## Leben
1407 wurde er als geschworener Kanzleinotar Schreiber von Herzog Friedrich, 1411 Pfarrer von Tisens und 1412 Kollektor der Bistümer Trient, Brixen, Chur und Konstanz sowie Sekretär des Herzogs. 1412 setzte ihn der Herzog zum Pfarrer von Tirol bei Meran ein, und er erhielt ein Kanonikat in Trient. Von 1413 bis 1427 war er Kanzler des Herzogs und 1415 dessen Gesandter bei König Sigismund in Perpignan. Von 1417 bis 1427 war er Domherr in Brixen.
1426 übersetzte Ulrich Putsch mit Licht der Seele eine erweiterte Fassung des als Predigerhandbuch weitverbreiteten Lumen anime.
Auf Betreiben des Herzogs wurde Ulrich Putsch am 4. November 1427 vom Domkapitel zum Bischof von Brixen gewählt. Seine Gegner – unter ihnen Oswald von Wolkenstein – versuchten die Bestätigung der Wahl durch Salzburg und Rom zu hintertreiben, in dem sie vorgaben, dass er unter Epilepsie leide. Die Bestätigung durch Papst Martin V. erfolgte schließlich erst am 19. Januar 1428. Da der Salzburger Erzbischof Eberhard IV. von Starhemberg die Weihe ablehnte, fand die Bischofsweihe in Venedig statt. Am 9. Februar zog Ulrich Putsch in Brixen ein und bestätigte noch im selben Jahr das Stadtrecht.
Über Ulrich Putschs Amtszeit informiert ein singuläres Tagebuch. Demnach gründete er zahlreiche Kirchen und Kapellen und unterhielt gute Beziehungen zu den Klöstern. An der Nordseite des Domes ließ er die Dreikönigskapelle errichten und veranlasste die Anlage einer reichhaltigen Büchersammlung. Er wurde in der Dreikönigskapelle beigesetzt, sein Grabstein befindet sich heute an der Domfassade.